# Русский семантический словарь
Ру́сский семанти́ческий слова́рь — шеститомное издание (издано 4 тома, 1998-2007), в котором в многоступенчатых классах слов представлена система современной русской общеупотребительной лексики. 
Первичной единицей описания в словаре является значение слова; такие значения сгруппированы по частям речи и далее — по лексико-семантическим классам слов и их отдельным участкам. Словарь в целом охватывает около 300 000 лексических единиц — значений слов и фразеологизмов. Каждый том словаря представляет собой отдельное законченное произведение и может быть использован как самостоятельное лексикографическое исследование.